# Skeleton na Zimních olympijských hrách 2018
Závody na skeletonu na Zimních olympijských hrách 2018 proběhly od 15. do 17. února 2018 na dráze v středisku Alpensia u Pchjongčchangu v Jižní Koreji.

## Program
- 15. února 2018	10:00 – 12:25	Muži, jednotlivci, jízda 1 a 2
- 16. února 2018	9:30 – 11:55	Muži, jednotlivci, jízda 3 a 4
- 16. února 2018 20:20 – 22:10	Ženy, jednotlivkyně, jízda 1 a 2
- 17. února 2018	20:20 – 22:25	Ženy, jednotlivkyně, jízda 3 a 4

## Medailové pořadí zemí
| Pořadí | Země                               | Zlato | Stříbro | Bronz | Celkově |
| ------ | ---------------------------------- | ----- | ------- | ----- | ------- |
| 1.     | Velká Británie (GBR)               | 1     | 0       | 2     | 3       |
| 2.     | Jižní Korea (KOR)                  | 1     | 0       | 0     | 1       |
| 3.     | Německo (GER)                      | 0     | 1       | 0     | 1       |
| 3.     | Olympijští sportovci z Ruska (OAR) | 0     | 1       | 0     | 1       |
|        | Celkem                             | 2     | 2       | 2     | 6       |

## Medailisté

### Muži
| Disciplína  | Zlato                            | Výkon   | Stříbro                                              | Výkon   | Bronz                                  | Výkon   |
| ----------- | -------------------------------- | ------- | ---------------------------------------------------- | ------- | -------------------------------------- | ------- |
| jednotlivci | Jun Song-pin · Jižní Korea (KOR) | 3:20,55 | Nikita Tregubov · Olympijští sportovci z Ruska (OAR) | 3:22,18 | Dominic Parsons · Velká Británie (GBR) | 3:22,20 |

### Ženy
| Disciplína    | Zlato                                   | Výkon   | Stříbro                               | Výkon   | Bronz                                | Výkon   |
| ------------- | --------------------------------------- | ------- | ------------------------------------- | ------- | ------------------------------------ | ------- |
| jednotlivkyně | Lizzy Yarnoldová · Velká Británie (GBR) | 3:27,28 | Jacqueline Löllingová · Německo (GER) | 3:27,73 | Laura Deasová · Velká Británie (GBR) | 3:27,90 |